# Falk Hoffmann
Falk Hoffmann, född den 29 augusti 1952 i Chemnitz, är en östtysk simhoppare.
Han tog OS-guld i höga hopp i samband med de olympiska simhoppstävlingarna 1980 i Moskva.